# Alex S. Vitale
Alex S. Vitale (* 20. Jahrhundert) ist ein US-amerikanischer Soziologe. Er ist Professor am Brooklyn College an der City University of New York (CUNY) und dort zudem Koordinator des Policing and Social Justice Project. Er ist international als abolitionistischer Kritiker der Polizei bekannt.

## Leben und Wirken
Der aus Houston in Texas stammende Vitale machte 1989 das Bachelor-Examen mit den Fächern Urbanistik und Kulturanthropologie am Hampshire College, 2001 wurde er an der CUNY im Fach Soziologie zum Ph.D. promoviert. Seit 1999 ist er am Brooklyn College tätig, bis 2007 als Assistant Professor, dann bis 2017 als Associate Professor und seither als Full Professor. Zugleich ist er seit 2019 Gastprofessor an der London Southbank University. 2010 lehrte er ebenfalls als Gastprofessor an der Ewha Womans University im südkoreanischen Seoul.
Ein Schwerpunkt seiner wissenschaftlichen und publizistischen Tätigkeit der letzten Jahrzehnte ist die Kritik des Policing (Polizierens) in den USA. Die meisten der häufig geforderten Polizeireformen gingen an den grundsätzlichen Problemen der Polizeiarbeit vorbei. Vitale fordert eine reduzierte Bewaffnung der polizeilichen „Gewaltarbeiter“ sowie eine Reduzierung der polizeilichen Aufgabenbereiche. Derzeit werde die amerikanische Polizei mit der Bearbeitung aller sozialen Probleme (wie Obdachlosigkeit, Nichtbehandlung psychisch Kranker, Drogenmissbrauch und Gewalt an Schulen) betraut. Die Lösung der durch neoliberale Sparpolitik entstandenen Probleme sei nicht, Polizisten zu Sozialarbeitern zu machen. Es seien so viele Probleme wie möglich in die Hände von anderen Institutionen statt in die der Polizei zu geben. Die Polizei müsse aus dem Alltag der Menschen herausgehalten werden.

## Schriften (Auswahl)
- City of disorder. How the quality of life campaign transformed New York politics. New York University Press, New York 2008, ISBN 978-0-8147-8817-2.
- The end of policing. Verso, London/New York 2017, ISBN 978-1-78478-289-4 (Aktualisierte Taschenbuchausgabe: Verso, New York 2021, ISBN 978-1-83976-378-6).
- Grenzen der Polizeireform. In: Daniel Loick und Vanessa E. Thompson (Hrsg.): Abolitionismus. Ein Reader. Suhrkamp, Berlin 2022, ISBN 978-3-518-29964-7, S. 191–251 (Übersetzt von Charlie Ebert und Amira Möhring).

## Deutschsprachige Interviews
- „Polizisten sind Gewaltarbeiter“. Interview mit Dorothea Hahn, die tageszeitung, 21. Juli 2020.
- „Wir müssen der Polizei das Geld wegnehmen“. Interview mit Malte Laub, Die Zeit, 8. Juni 2020.
- „Gerechtigkeit bedeutet für uns immer gleich Strafe“. Interview mit Gregor Quack, Frankfurter Allgemeine Zeitung, 15. Juni 2020 (mit Bezahlschranke).
- Wie sähe eine Welt ohne Polizei aus?. Interview von Lukas Hermsmeier, WOZ Die Wochenzeitung, 11. Juni 2020.